# Leila Lopesová
Leila Lopesová (* 26. února 1986, Benguela, Angola) je držitelka titulu Miss Universe pro rok 2011.
Její rodina pochází z Kapverdských ostrovů a přistěhovala se do Angoly. Leila Lopesová studovala v Anglii management, v říjnu 2010 se stala královnou krásy mezi britskou komunitou z Angoly a postoupila do finále soutěže Miss Angola, kterou v prosinci téhož roku vyhrála. 12. září 2011 byla zvolena Miss Universe.
Po vítězství v soutěži Miss Universe byla obviněna, že titul britskoangolské miss získala neoprávněně, protože v té době neměla trvalé bydliště ve Spojeném království a proto je neplatný i její titul Miss Universe. Organizátoři soutěže i Lopesová později tato obvinění odmítli.